# Darmreinigung
Die Darmreinigung beschreibt eine künstlich herbeigeführte gründliche Darmentleerung, meist zur Entleerung des gesamten Darmes oder auch zur optionalen Vorbereitung auf den Analverkehr.

## Indikationen
Die Indikationen zu einer gründlichen Darmreinigung dienen zur Vorbereitung einer Untersuchung oder Operation. Unter bestimmten Umständen wird auch eine Darmreinigung vor Fastenkuren oder im Wellnessbereich durchgeführt. Auch zu Beginn der Behandlung einer chronischen Obstipation kann eine gründliche Darmreinigung hilfreich sein.

## Methoden

### Medizinisch notwendige Darmreinigung
Je nach Anforderung an die „Sauberkeit“ des Darmes kommen unterschiedliche Methoden zur Darmreinigung in Betracht. Die dabei gängigste Methode zur Vorbereitung auf diagnostische Maßnahmen, wie z. B. eine Koloskopie oder einen Colon-Kontrasteinlauf, oder zur Operationsvorbereitung ist die orthograde Darmspülung mit einer PEG-Lösung. Der Darm kann auch mit Einläufen und/oder mit Abführmitteln in höherer Dosierung oder auch ohne Verwendung traditioneller Abführmittel mit einer Kombination spezieller Kräutermischungen entleert und gereinigt werden.

### Darmreinigung vor Fastenkuren
Für Fastenkuren spielen immer noch das Glaubersalz (Natriumsulfat) und die Einläufe eine wichtige Rolle. Zu Beginn der Fastenkuren und dann alle zwei Tage wird meistens abwechselnd mit Glaubersalz oder dem Einlauf abgeführt, wodurch der Darm von „Schlacken“ befreit werden soll. Ein gesundheitsfördernder Effekt solcher Maßnahmen wurde bisher nicht nachgewiesen.